# Andorra-Sierra de Arcos
La comarque de Andorra-Sierra de Arcos est une région aragonaise située dans la Province de Teruel (Espagne).
- Capitale: Andorra
- Superficie: 1 407,6 km2
- Population: 11 165 habitants
- Communes: 9

## Communes
| Nom       | Population (2002) | Population (2005) |
| --------- | ----------------- | ----------------- |
| Alacón    | 445               | 422               |
| Alloza    | 715               | 692               |
| Andorra   | 7.868             | 7.993             |
| Ariño     | 872               | 856               |
| Crivillén | 118               | 110               |
| Ejulve    | 225               | 225               |
| Estercuel | 319               | 292               |
| Gargallo  | 127               | 103               |
| Oliete    | 476               | 465               |